# Тауер-Лейкс (Іллінойс)
Тауер-Лейкс (англ. Tower Lakes) — селище (англ. village) в США, в окрузі Лейк штату Іллінойс. Населення — 1226 осіб (2020).

## Географія
Тауер-Лейкс розташований за координатами 42°13′40″ пн. ш. 88°9′19″ зх. д. / 42.22778° пн. ш. 88.15528° зх. д. (42.227844, -88.155240).  За даними Бюро перепису населення США в 2010 році селище мало площу 2,68 км², з яких 2,35 км² — суходіл та 0,32 км² — водойми.

## Демографія
Згідно з переписом 2010 року, у селищі мешкали 1283 особи в 423 домогосподарствах у складі 375 родин. Густота населення становила 479 осіб/км².  Було 439 помешкань (164/км²).
Расовий склад населення:
| - 94,9 % — білих - 1,7 % — азіатів - 0,6 % — чорних або афроамериканців - 0,1 % — вихідців з тихоокеанських островів |

До двох чи більше рас належало 2,3 %. Частка іспаномовних становила 3,4 % від усіх жителів.
За віковим діапазоном населення розподілялося таким чином: 31,0 % — особи молодші 18 років, 55,7 % — особи у віці 18—64 років, 13,3 % — особи у віці 65 років та старші. Медіана віку мешканця становила 43,7 року. На 100 осіб жіночої статі у селищі припадало 103,3 чоловіків;  на 100 жінок у віці від 18 років та старших — 99,3 чоловіків також старших 18 років.
Середній дохід на одне домашнє господарство  становив 198 484 долари США (медіана — 152 917), а середній дохід на одну сім'ю — 210 150 доларів (медіана — 157 500). Медіана доходів становила 107 500 доларів для чоловіків та 60 625 доларів для жінок. За межею бідності перебувало 2,8 % осіб, у тому числі 3,7 % дітей у віці до 18 років та 5,2 % осіб у віці 65 років та старших.
Цивільне працевлаштоване населення становило 563 особи. Основні галузі зайнятості: освіта, охорона здоров'я та соціальна допомога — 16,7 %, роздрібна торгівля — 15,1 %, науковці, спеціалісти, менеджери — 14,7 %.